# Виноградный (мыс)
Виноградный мыс — мыс в Севастополе, на южном берегу Гераклейского полуострова. Второй значительный мыс от мыса Фиолент в направлении Херсонеса.
Название мыса объясняется просто — на его склонах, спускающихся к морю, местами растёт дикий виноград.
Встречается и другое название мыса — Церковно-Гротовый (Церковный).
В конце XIX века на мысе найдены остатки средневекового христианского монастыря. Находки датируются периодом с VI по XIV века. Отдельные церкви и хозяйственные помещения располагались в гротах, которые сохранились до наших дней. Сотрудниками Херсонесского музея-заповедника исследования возобновлены в 1989 году.